# Agrilus crataegi
Agrilus crataegi är en skalbaggsart som beskrevs av Frost 1912. Agrilus crataegi ingår i släktet Agrilus och familjen praktbaggar. Inga underarter finns listade i Catalogue of Life.